# 韋韋特南戈省
韋韋特南戈省 （西班牙語：Departamento de Huehuetenango）是瓜地馬拉西北部的一個省份，西、北界墨西哥。面積7,403平方公里，人口846,544人。首府韋韋特南戈。
1866年建省，下設三十一個自治市。
1. ↑  Citypopulation.de Population of departments in Guatemala